# 加約語
加约语(英语: Gayonese language/dialect)是印尼加约禄斯县加约族官方语言。